# 19 juin 1938
Le dimanche 19 juin 1938 est le 170e jour de l'année 1938.

## Naissances
- Bertrand Chéron, auteur français de roman policier
- Charles Gwathmey (mort le 3 août 2009), architecte américain
- Dafna Eilat (mort le 4 novembre 2002), compositrice de chansons, parolière et traductrice israélienne
- Freddy Van Gaever, politicien belge
- Guy Vadepied, personnalité politique française
- Jean-Claude Labrecque, directeur de la photographie, réalisateur, monteur, scénariste, producteur et acteur québécois
- Julián Campo, homme politique espagnol
- Margret Nissen, photographe allemande

## Décès
- Pierre Lefèvre-Pontalis (né le 13 novembre 1864), diplomate français
- Roger-Maurice Grillon (né le 28 septembre 1881), peintre français

## Événements
- L'Italie remporte à Paris sa deuxième Coupe du Monde de football.
- Bloody Sunday. Les émeutes du bureau de poste de Vancouver sont réprimés par la police montée.
- Victoire de Eugène Chaboud et Jean Trémoulet sur une Delahaye aux 24 Heures du Mans.